# Richard Baer
Pour les articles homonymes, voir Baer.
Richard Baer, né le 9 septembre 1911 à Oberpfalz et mort le 17 juin 1963 à Francfort-sur-le-Main, est un nazi allemand, SS-Sturmbannführer, commandant du camp d'Auschwitz-I du 11 mai 1944 à sa dissolution au début de 1945. 

## Biographie
Richard Baer devient membre du NSDAP en 1930 à l'âge de 19 ans. Il est le fils d'un paysan et est confiseur de profession. Il devient membre de la SS en 1932.

### Carrière au sein du système concentrationnaire nazi
Quelques semaines après la prise de pouvoir d'Hitler, Richard Baer devient garde au camp de concentration de Dachau. Il reste à cette fonction jusqu'en 1934. Il monte peu à peu en grade au sein du système concentrationnaire nazi, occupant des postes de plus en plus importants. Il sévit au camp de concentration de Columbia-Haus de 1934 à 1935, au camp de Sachsenhauden de 1935 à 1937, au camp de Buchenwald en 1938, au camp de Neuengamme de 1938 à 1940 puis à nouveau en 1942, où il occupe désormais la fonction de Kommandantur . Il y organise et supervise le meurtre de 197 prisonniers de guerre soviétiques dans une chambre à gaz.
De 1940 à 1942, il participe au combat militaire, en France puis sur le front de l'Est, où il est blessé  puis il est nommé adjudant près du commandant du Camp de concentration de Neuengamme. De novembre 1942 à mai 1944, il est nommé chef adjoint de l'Office central SS pour l'économie et l'administration (WVHA). Du 11 mai 1944 au 24 novembre 1944, il est commandant d'Auschwitz I (le camp souche) puis du 25 novembre 1944 à fin janvier 1945 à la suite de la réunification d'Auschwitz I et II il est commandant de la totalité du camp renommé  Konzentrationslager Auschwitz.Il est présent à l'arrivée des trains à Auschwitz, il y est notamment chargé de l'approvisionnement continu en Zyklon B, utilisé pour l'extermination des détenus. Début 1945, c'est lui qui ordonne l'évacuation du camp d'Auschwitz et de forcer tous les détenus encore vivants à entamer la marche de la mort. Lui encore qui ordonne d'exécuter tout détenu qui ne parvient plus à marcher.
Après l'évacuation d'Auschwitz, il est nommé commandant du camp de concentration de Dora, succédant à Otto Förschner. S'étant foulé le pied, il quitte le camp pour la Styrie (Autriche) avant la capitulation allemande, parvenant ainsi à échapper aux poursuites et à se cacher.

### Après-guerre
Jusqu'en 1960, il vit sous une fausse identité, travaillant près de Hambourg comme ouvrier forestier sur la propriété d'Otto Fürst von Bismarck. En décembre 1960, il est arrêté après l'annonce par affiches d'une récompense pour sa dénonciation, et emprisonné. Sur le conseil de son avocat, il refuse de répondre aux questions. Il comparait devant le tribunal de Münster en tant qu'accusé et déclare le 22 décembre 1960 : 

« je n'ai commandé que le camp d'Auschwitz I, je n'ai rien à voir avec les camps où ont eu lieu les gazages. […] c'était dans le camp II de Birkenau qu'avaient lieu les gazages. »

 Il meurt en détention le 17 juin 1963 à Francfort-sur-le-Main, avant d'avoir été jugé.